# Musikzentrale (Nürnberg)

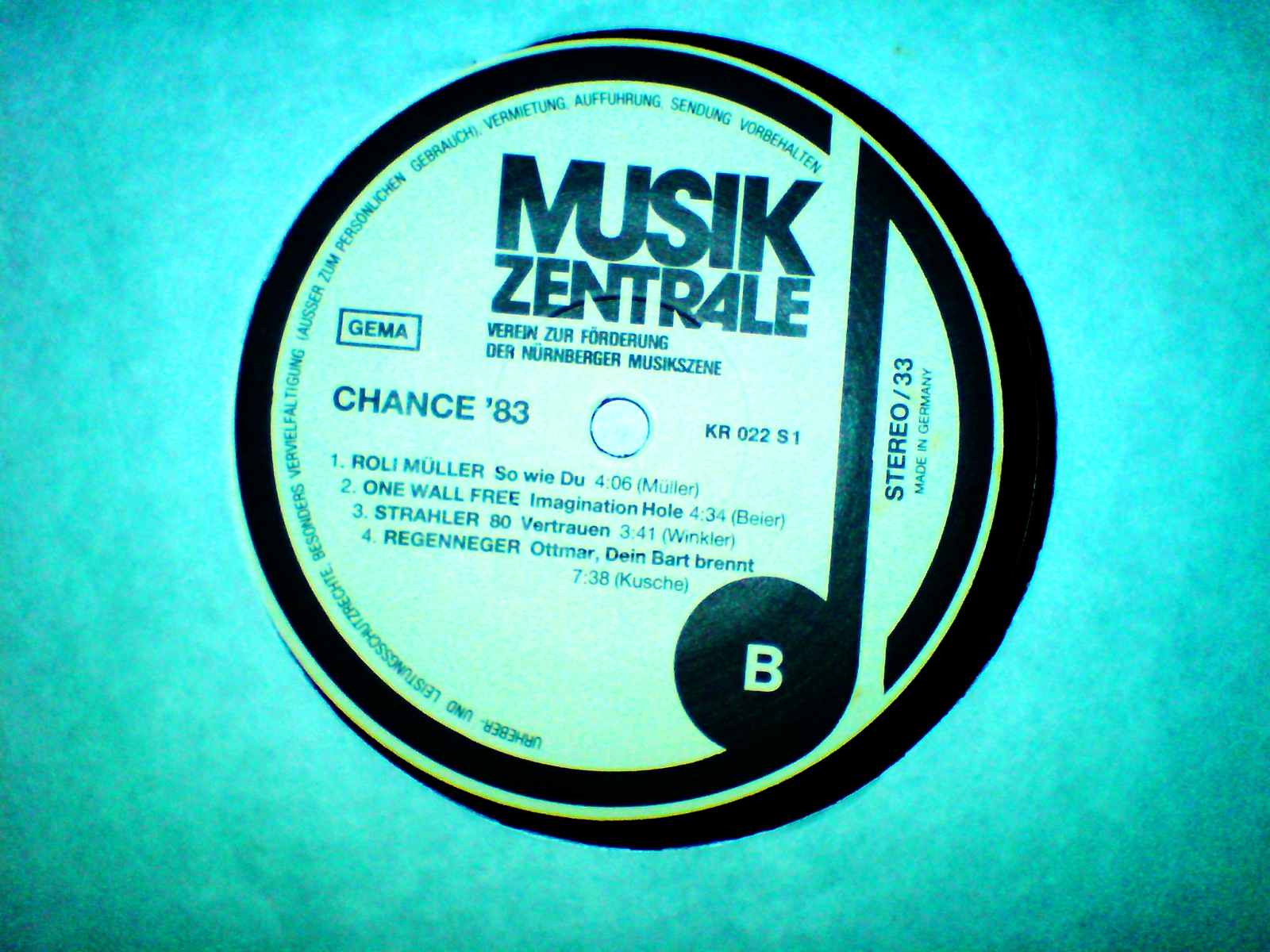
Erstveröffentlichung, 1983

Die Musikzentrale Nürnberg e. V. (MUZ) ist ein Szene-Netzwerk und Label mit überregionaler Bedeutung für Musikschaffende und Musikinteressierte im Großraum Nürnberg und der Metropolregion Nürnberg.
Sie vertritt die Interessen von über 400 Einzelmitgliedern, die jeweils für eine oder mehrere Bands, aber auch Initiativen und Vereine aus dem Bezirk Mittelfranken stehen.

## Geschichte
Die Musikzentrale Nürnberg hatte in den 1980er Jahren deutschlandweiten Modellcharakter. Sie entstand im Sommer 1983 aus der gemeinsamen Bündelung der Aktivitäten des:
- 1982 gegründeten Verein zu Förderung der Nürnberger Musikszene e. V. und jener des Stadtjugendamtes der Stadt Nürnberg.

Während der damals etwa 300 Mitglieder zählende Verein vorrangig auf der Suche nach für Bandübungsräume geeigneten Immobilien war, veranstaltete die Stadt Nürnberg – Abteilung Jugendpflege, 1983 nach langer Zeit wieder einmal einen Talentwettbewerb.
- 1983 fand im Sommer die Abschlussveranstaltung unter dem Motto „Chance ’83“ in der Aula des Johannes-Scharrer-Gymnasium (Nürnberg) statt. Die Siegerbands bekamen Sachpreise, Studienfahrten und jeweils Studiozeit für eine semiprofessionelle Studioproduktion. Diese wurden als gemeinsame Langspielplatte „Chance ’83“ im Frühsommer 1984 veröffentlicht, wobei ein Teil des Verkaufserlöses sowie das Vermögen des Fördervereines dem neu gegründeten Musikzentrale e. V. zuflossen. Chance '83 Longplayer Frontcover

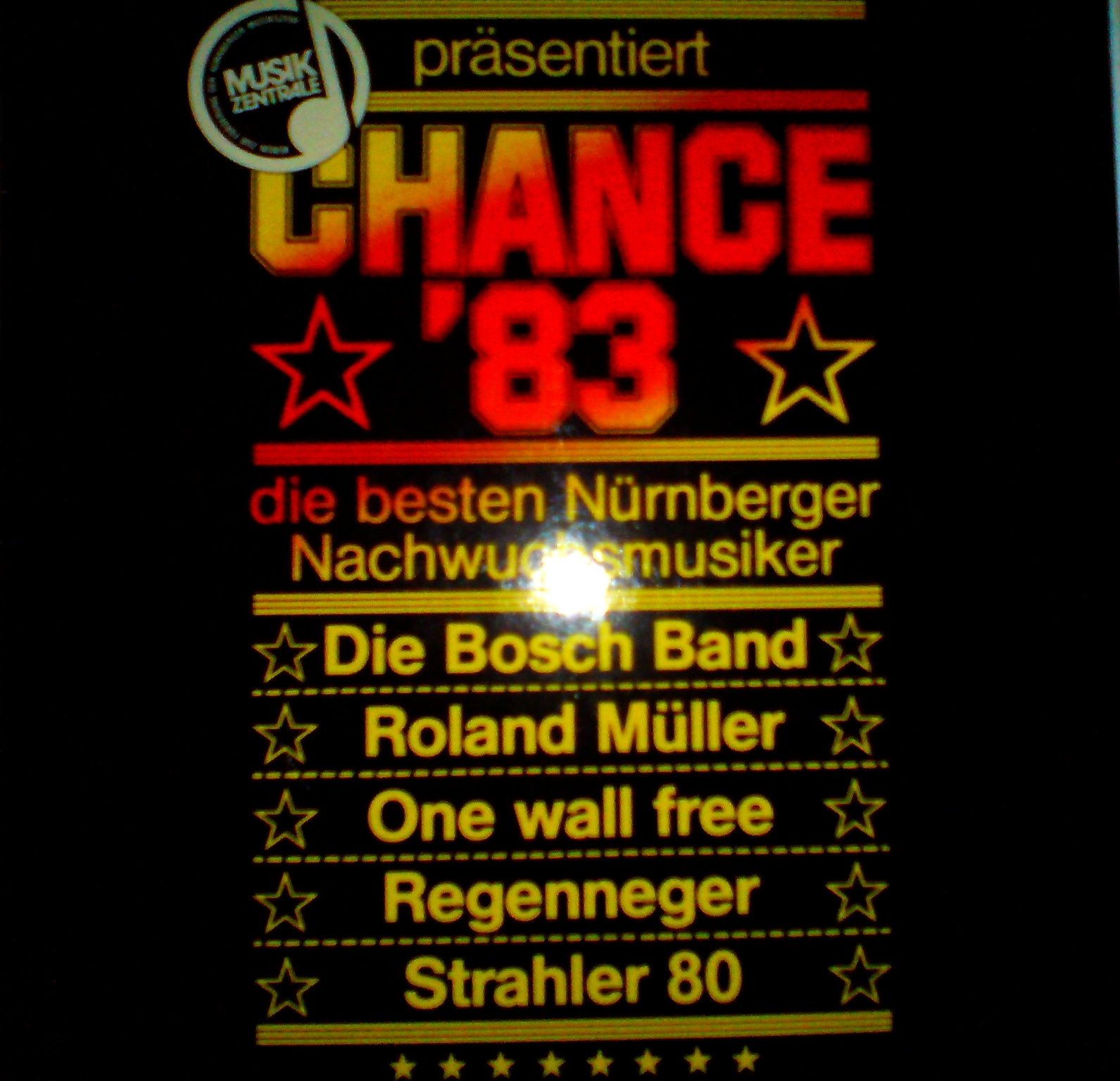
Chance '83 Longplayer Frontcover

- Im April 1984 wurde im KOMM ein Benefizkonzert für den neu gegründeten Verein veranstaltet und ein Zusammenschnitt des Festivals wurde als Langspielplatte „Chance ’84“ herausgegeben.
- Ab 1985 erschien als Printmedium die Mitgliederzeitschrift Zentralnerv, 2002 zum 100. mal und 2006 letztmals die 119. Ausgabe.
- 1986 wurde die Geschäftsstelle im Freizeitzentrum GOST im Stadtteil Gostenhof bezogen; das fränkische Rockarchiv in der Hochstraße wurde begründet; es verfügt heute über mehr als 5.000 Tonträger.
- 1987 erfolgte der Umzug der Geschäftsstelle in die Kernstraße.[3]
- 1997 wurde zusätzlich der Verein Rockzentrale Franken gegründet.[4]
- 1999 bekam die Musikzentrale ihre erste Hörfunksendung bei afk max.
- Seit 2005 organisiert die MUZ die Bühne Lorenzer Platz des Bardentreffens.
- 2007 wurde der Live-Club MUZclub eröffnet, im Oktober des gleichen Jahres das MUZstudio.[3] Im MUZclub WebRadio werden Titel von Interpreten gespielt, die im MUZclub live auftraten oder auftreten werden.[5] Neben einheimischen zählen auch überregionale Bands zu den Interpreten.[6]

## Aufgaben und Ziele
Musikzentrale e. V. unterstützt unterschiedliche Projekte, Serviceleistungen sowie die Netzwerkarbeit der Musikzentrale. Der Verein arbeitet als anerkannter freier Träger der Jugendhilfe weiterhin eng mit dem Jugendamt der Stadt Nürnberg zusammen und finanziert sich zu einem Drittel aus städtischen Fördergeldern. Darüber hinaus wird die Musikzentrale seit 2011 vom Bezirk Mittelfranken bezuschusst.
Das lang- und mittelfristige Ziel der Musikzentrale ist es, gemeinsam mit den Zuständigen aus den Bereichen Jugend, Kultur und Wirtschaft, eine funktionierende Förderstruktur für populäre Musik und deren Akteure aufzubauen und zu etablieren. Die Musikzentrale sieht sich in diesem Zusammenhang als Vertreter der regionalen Musikszene und will deren Interessen bündeln und der jeweiligen Bedarfslage entsprechend agieren. Hauptaufgabe ist dementsprechend die vorhandenen Ressourcen des Netzwerkes für alle Mitglieder zugänglich zu halten und Wissen und Erfahrung weiterzugeben. Vorrangig sind aber stets neue Module und Zukunftsprojekte zur Musikförderung zu initiieren sowie die Medienpräsenz zu intensivieren.
Nennenswerte Kooperationen bestehen mit dem Weinturm Open Air, dem Brückenfestival, dem Bardentreffen und dem Radiosender Radio Gong 97,1.

## Überblick über die Arbeit der Musikzentrale
- Betrieb der MUZ in Nürnberg-Gostenhof
- Informationen und Hilfestellungen rund um das Thema Musik
- MUZstudio[8]
- MUZclub (mit 160 m²)[9]
- MMS (Musiker-Miet-Service / PA- und Bühnenverleih)
- Proberaumverwaltung (über 60 Räume im Großraum Nürnberg)
- Bandbus-Service
- Metropol – Hitparade (zusammen mit Radio Z 95.8)
- Bandarchiv
- Kooperationen und Vernetzung mit regionalen Veranstaltern, Vereinen und Institutionen
- Onlineplattform (www.musikzentrale.com)
- Workshops (z. B. GEMA, Booking & Promotion, GbR etc.)
- Förderprojekte zur Etablierung der lokalen und regionalen Musikszene (Bandaustausch, Bandtour etc.)
- Newcomerförderung (enge Zusammenarbeit mit Jugendkultureinrichtungen und Bandwettbewerben, z. B. NN-Rockbühne, Local Heroes etc.)
- Überregionale Vernetzung durch Mitarbeit in verschiedensten kulturellen Verbänden und Gremien
- Organisation lokaler Konzerte und Bereitstellung von Spielstätten[10]

## Bekannte Mitglieder
- Ernst Schultz
- The Great Bertholinis
- Lena Dobler
- Nail
- The Robocop Kraus
- Shiny Gnomes
- Yambalaya
- Yucca
- Sonny Hennig
- La-Boum
- El Mago Masin

## Diskografie
(LC 31001)
| Erscheinungsjahr | Titel                              | Tonträger | Interpreten                                                                                                 |
| ---------------- | ---------------------------------- | --------- | --- |
| 1984             | Chance ’83                         | LP        | One Wall Free, Bosch Band, Roli Müller, Strahler 80, Regenneger                                             |
| 1985             | Chance ’84 (live)                  | LP        | Fools ’n’ Friends, Corolorum, The Bank, Brainhammer, Friedemann & Volker, Minimal Einstein, A.T.4, Now Life |
| 1996             | Desperate Folk and Beat Collection | CD        | Fit&Limo, The Travelling Playmates, Westwood Symphony, Fred Is Dead                                         |
| 2014             | Whiteboy Blue                      | CD        | Van Bluus                                                                                                   |
| 2014             | Igualdad                           | CD        | Igualdad |
| 2014             | Tausend Tropfen Wasser             | CD        | Blutpumpe & The Iron Shirt                                                                                  |
| 2014             | Party hard                         | CD        | Six Finger Jäck                                                                                             |
| 2014             | Updated : The Music of the 60ies   | CD        | Hot Cargo                                                                                                   |
| 2014             | Setagaya                           | CD        | Lena Dobler                                                                                                 |
| 2014             | Carousels                          | CD        | Jetpack Elephants                                                                                           |
| 2014             | Mixtape Vol. 3                     | CD        | Mujuku |
| 2016             | Fuji Disco                         | CD        | Lena Dobler                                                                                                 |

## Auszeichnungen
- 2012: Bürgerpreis der Sparkasse Nürnberg in Verbindung mit der Arbeitsgemeinschaft der Bürger- und Vorstadtvereine Nürnbergs (AGBV e. V.) in der Kategorie „Alltagshelden“[11][12]